# Kleiner Küchensee
Der Kleine Küchensee ist ein See im Kreis Herzogtum Lauenburg im deutschen Bundesland Schleswig-Holstein. Der See ist ca. 20 ha groß und bis zu 12,8 m tief. Gemeinsam mit dem Ratzeburger See und dem Großen Küchensee umschließt er die Inselstadt Ratzeburg. Aufgrund seiner geringen Größe wird er von den Einheimischen auch als Spucknapf bezeichnet. 
Zur Aufteilung in den Großen und Kleinen Küchensee kam es, als von 1906 bis 1908 der bis heute so genannte Kleinbahndamm zwischen Seeufer und Dominsel aufgeschüttet wurde, auf der die Ratzeburger Kleinbahn nach Südosten verlängert wurde. Am 31. März 1934 wurde die Kleinbahn AG aufgelöst und die Gleise danach abgebaut wurden. Der Damm ist heute für Radfahrer und Fußgänger nutzbar.